# The Avengers (2012)
The Avengers is een Amerikaanse superheldenfilm uit 2012, geproduceerd door Marvel Studios en gedistribueerd door Walt Disney Pictures. Het verhaal is gebaseerd op de Marvel Comics met dezelfde naam.
Het is de zesde film van het Marvel Cinematic Universe; na Iron Man, The Incredible Hulk, Iron Man 2, Thor en Captain America: The First Avenger. De helden die in deze films individueel van elkaar werden geïntroduceerd, zijn in The Avengers voor het eerst samen te zien. De hoofdrollen worden vertolkt door Robert Downey jr., Chris Evans, Mark Ruffalo, Chris Hemsworth, Scarlett Johansson, Jeremy Renner, Tom Hiddleston, en Samuel L. Jackson.

## Verhaal
Nick Fury arriveert tijdens een evacuatie in een afgelegen basis van S.H.I.E.L.D.. Het blijkt dat de Tesseract (dezelfde als die in Captain America: The First Avenger) tijdens experimenten van S.H.I.E.L.D. zichzelf heeft geactiveerd. De kubus veroorzaakt een wormgat waarlangs Loki op aarde is beland. Loki is blijkbaar tussen het moment dat hij aan het eind van de film Thor in het wormgat van de Bifröst viel en zijn aankomst op aarde in contact gekomen met een buitenaards ras genaamd de Chitauri, en heeft hen de kubus beloofd in ruil voor hun hulp de aarde te veroveren. Eenmaal op aarde neemt Loki enkele S.H.I.E.L.D.-medewerkers in zijn macht, waaronder Dr. Erik Selvig en Agent Clint Barton, en steelt de kubus.
Als reactie op Loki’s komst besluit Fury om het Avengersplan opnieuw uit de kast te halen. Agent Natasha Romanoff wordt naar India gestuurd om dr. Bruce Banner te rekruteren, daar hij kan helpen de kubus op te sporen, terwijl agent Phil Coulson Tony Stark benadert. Fury gaat zelf langs bij Steve Rogers. Rogers, als Captain America, en Tony, als Iron Man, gaan achter Loki aan. Die blijkt in Duitsland bezig te zijn het iridum dat hij nodig heeft om de kracht van de kubus te kunnen beheersen te verzamelen. Hij wordt door de twee helden gevangen en naar de Helicarrier van S.H.I.E.L.D. gebracht. Dan arriveert onverwacht ook Thor op aarde om te proberen op zijn broer in te praten. Dit leidt tot een conflict tussen hem, Captain America en Iron Man.
Loki wordt uiteindelijk opgesloten en de helden komen voor het eerst allemaal samen. Ze krijgen echter al snel argwaan over waarom S.H.I.E.L.D. hen niet eerder bijeen riep, en S.H.I.E.L.D.'s ware bedoelingen met de kubus. Na te zijn geconfronteerd met de bewijzen die Stark en Rogers gevonden hebben, biecht Fury uiteindelijk op dat sinds de gebeurtenissen uit de film Thor S.H.I.E.L.D. op de hoogte is van het bestaan van andere werelden en volkeren, en vreest dat enkele van deze volkeren de aarde als makkelijk doelwit zullen zien. Daarom wil S.H.I.E.L.D. van de kubus zelf wapens maken.
Loki’s handlangers vallen de helicarrier aan en laten haar bijna neerstorten in zee. Slechts door Iron Man's toedoen kan dit worden voorkomen. Tegelijk zorgt Loki ervoor dat Bruce weer in de Hulk verandert. Thor bevecht hem, totdat Hulk wordt afgeleid door een straaljager, en in een poging deze aan te vallen uit de Hellicarrier valt. Thor zelf wordt door Loki uit de Helicarrier gegooid, waarna Loki ontsnapt en daarbij agent Coulson doodt. Wel weet Romanoff Loki’s controle over Barton te breken.
Fury gebruikt Coulson’s dood als motivatie voor de Avengers om nu toch echt samen te gaan werken. Loki begeeft zich naar Stark's toren in New York, opent een poort naar de wereld van de Chitauri en haalt een groot leger van hen naar Manhattan. De Avengers reizen af naar New York om de invasie het hoofd te bieden. Een grote veldslag is het gevolg. De leiding van S.H.I.E.L.D. heeft er echter een hard hoofd in dat de helden tegen het leger zijn opgewassen, en staat op het punt zelf in te grijpen met een kernraket. Iron Man weet de raket te onderscheppen en stuurt hem richting de poort en de thuiswereld van de Chitauri. De raket vernietigt het moederschip van de Chitauri, waardoor alle Chitauri op aarde ook sterven. De poort wordt gesloten, waarna Thor Loki en de kubus mee terugneemt naar Asgard. De overige Avengers gaan eveneens hun eigen weg.
In een scène na de aftiteling blijkt dat Thanos de leider is van de Chitauri, en mogelijk nog steeds in de aarde geïnteresseerd is.
In een laatste bonusscène na de aftiteling zitten the Avengers samen in een shoarmatent.

## Rolverdeling
| Acteur                | Personage                       |
| --------------------- | ------------------------------- |
| Robert Downey jr.     | Tony Stark / Iron Man           |
| Chris Evans           | Steve Rogers / Captain America  |
| Mark Ruffalo          | Bruce Banner / Hulk             |
| Chris Hemsworth       | Thor                            |
| Scarlett Johansson    | Natasha Romanoff / Black Widow  |
| Jeremy Renner         | Clint Barton / Hawkeye          |
| Tom Hiddleston        | Loki                            |
| Samuel L. Jackson     | Nick Fury                       |
| Clark Gregg           | Phil Coulson                    |
| Cobie Smulders        | Maria Hill                      |
| Stellan Skarsgård     | Erik Selvig                     |
| Gwyneth Paltrow       | Virginia 'Pepper' Potts         |
| Paul Bettany          | J.A.R.V.I.S. (stem)             |
| Alexis Denisof        | The Other                       |
| Jerzy Skolimowski     | Kolonel Generaal Georgi Luchkov |
| Jenny Agutter         | Raadsvrouw Pamela Hawley        |
| Powers Boothe         | Raadsman Gideon Malick          |
| Warren Kole           | Galaga Guy                      |
| Maximiliano Hernández | Jasper Sitwell                  |
| Harry Dean Stanton    | Bewaker                         |
| Josh Cowdery          | Agent Tyler                     |
| Ashley Johnson        | Beth                            |
| Robert Clohessy       | Sergeant Silva                  |
| Enver Gjokaj          | Officier Saunders               |
| Romy Rosemont         | Shawna Lynde                    |
| James Eckhouse        | Senator Boynton                 |
| Pat Kiernan           | Zichzelf                        |
| Stan Lee              | Zichzelf (cameo)                |
| Damion Poitier        | Thanos (post-credit scene)      |

## Achtergrond

### Ontwikkeling
Avi Arad, bestuursvoorzitter van Marvel Studios, maakte in april 2005 de plannen bekend om een film over De Vergelders te maken. Al snel ontstond hierna het plan om de individuele helden eerst eigen films te geven zodat het publiek aan ze kon wennen, alvorens ze samen te brengen in een film. In juli 2007 werd Zak Penn, die onder andere het scenario voor The Incredible Hulk had geschreven, ingehuurd om het scenario voor The Avengers te schrijven.
In januari 2008 maakte Marvel een deal met de Writers Guild of America, die op dat moment staakte, zodat er in elk geval verder gewerkt zou worden aan films gebaseerd op Captain America, Ant-Man en The Avengers. Na het succes van Iron Man werd de datum voor The Avengers vastgeprikt op juli 2011. Paramount Pictures bemachtigde de distributierechten voor de eerstkomende vijf Marvel-films. In oktober werd bekend dat Robert Downey, jr. en Don Cheadle hun rollen uit Iron Man 2 weer zouden vertolken in The Avengers. In februari 2009 tekende Samuel L. Jackson voor negen producties van Marvel Entertainment. In juni werd bekend dat Chris Hemsworth en Tom Hiddleston hun rollen van Thor en Loki opnieuw zouden vertolken in The Avengers.
In maart 2010 had Zak Penn het eerste scenario voltooid. Diezelfde maand werd bekend dat Chris Evans weer de rol van Captain America zou vertolken in The Avengers.
In juni 2010 werd bekend dat Jeremy Renner het personage Hawkeye, een van de weinige nieuwe helden in de film, zou gaan vertolken. Renner vond de rol zelf fysiek erg uitdagend. Hij moest er onder andere voor leren boogschieten. Een maand later werd bekend dat Edward Norton echter niet terug zou keren als Dr. Bruce Banner/ de Hulk. Op de San Diego Comic-Con International van 2010 kondigde Joss Whedon aan de film te gaan regisseren. In februari 2011 werd Cobie Smulders gekozen voor de rol van Maria Hill.

### Productie

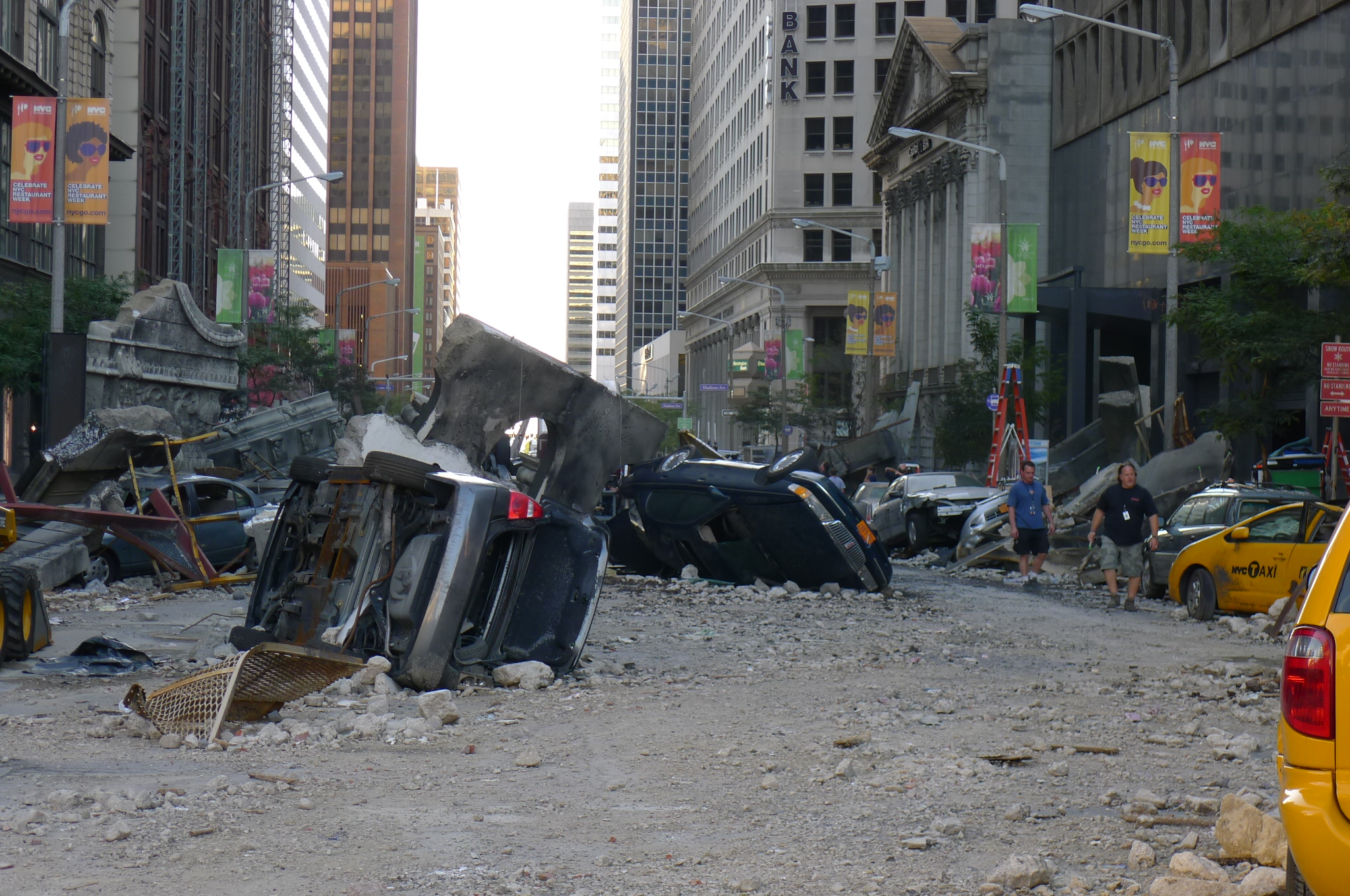
set voor The Avengers

De vooropnames begonnen op 25 april 2011 in Albuquerque (New Mexico). De opnames zouden daarna worden voortgezet in Cleveland (Ohio) en New York. Bij de opnames liep stuntman Jeremy Fitzgerald hoofdletsel op bij een stunt met een val van grote hoogte.
In Cleveland werd gedurende vier weken gefilmd. East 9th Street werd gebruikt als vervanger voor New Yorks 42nd Street. Soldaten van het Amerikaanse leger hadden figurantenrollen in de scènes die in Ohio werden opgenomen. Verder werd er gefilmd in de vacuümkamer van het NASA Plum Brook Station, en diende de Space Power Facility van NASA als decor voor het onderzoeksstation van S.H.I.E.L.D..
In september 2011 werd gefilmd in New York gedurende twee dagen.
The Walt Disney Company had ondertussen de distributierechten van Paramount overgenomen, en maakte in december 2011 bekend dat de film ook in 3D en IMAX 3D zou worden uitgebracht.

### Muziek
In november 2011 maakte Marvel bekend dat Alan Silvestri de filmmuziek zou componeren. Whedon omschreef de muziek als "old school". In maart 2012 maakte de rockband Soundgarden bekend dat een lied van hen in de film te horen zou zijn.

### Marktstrategie
In 2011 hield Marvel een panel op de San Diego Comic-Con International. In oktober 2011 werd een presentatie gehouden op de New York Comic Con. De eerste trailer, die in première ging op iTunes Movie Trailers, werd op één dag tijd 10 miljoen keer binnengehaald van het internet.
In december 2011 maakte Marvel bekend dat samen met de film ook een vierdelige stripreeks uit zal worden gebracht, geschreven door Christopher Yost en Eric Pearson en getekend door Luke Ross en Daniel HDR. In februari 2012 werd een tweede stripreeks aangekondigd genaamd Black Widow Strikes, geschreven door Fred Van Lente.

### Uitgave en ontvangst
In februari 2012 kondigde Marvel aan dat de film in het Verenigd Koninkrijk en Ierland zou worden uitgebracht onder de titel Avengers Assemble om verwarring met de Britse televisieserie The Avengers te voorkomen. De wereldpremière van The Avengers vond plaats op 11 april 2012 in het El Capitan Theatre in Hollywood. Op 28 april 2012 werd de film vertoond als afsluiter van het Tribeca Film Festival.
Financieel gezien was de film een succes. De film had in Noord-Amerika het financieel beste openingsweekend van 2012. Binnen 19 dagen na de première had de film wereldwijd meer dan 1 miljard dollar opgebracht, waarmee The Avengers tot de financieel succesvolste films aller tijden behoort, en tevens de succesvolste film van 2012 en de succesvolste film van Walt Disney Studios is.
Wereldwijd werd de film door critici heel goed ontvangen. Rotten Tomatoes gaf de film een 93% aan goede beoordelingen, en Metacritic gaf de film een 69 op 100. Todd McCarthy van The Hollywood Reporter gaf de film een goede beoordeling, evenals Roger Ebert en Kenneth Turan.